# Muhamed Mehmedbasić
Muhamed Mehmedbašić (srbskou cyrilicí: Мухамед Мехмедбашић; 1887, Stolac – 25. května 1943, Sarajevo) byl bosenský revolucionář a jeden ze strůjců atentátu na arcivévodu Františka Ferdinanda.

## Životopis

### Mládí

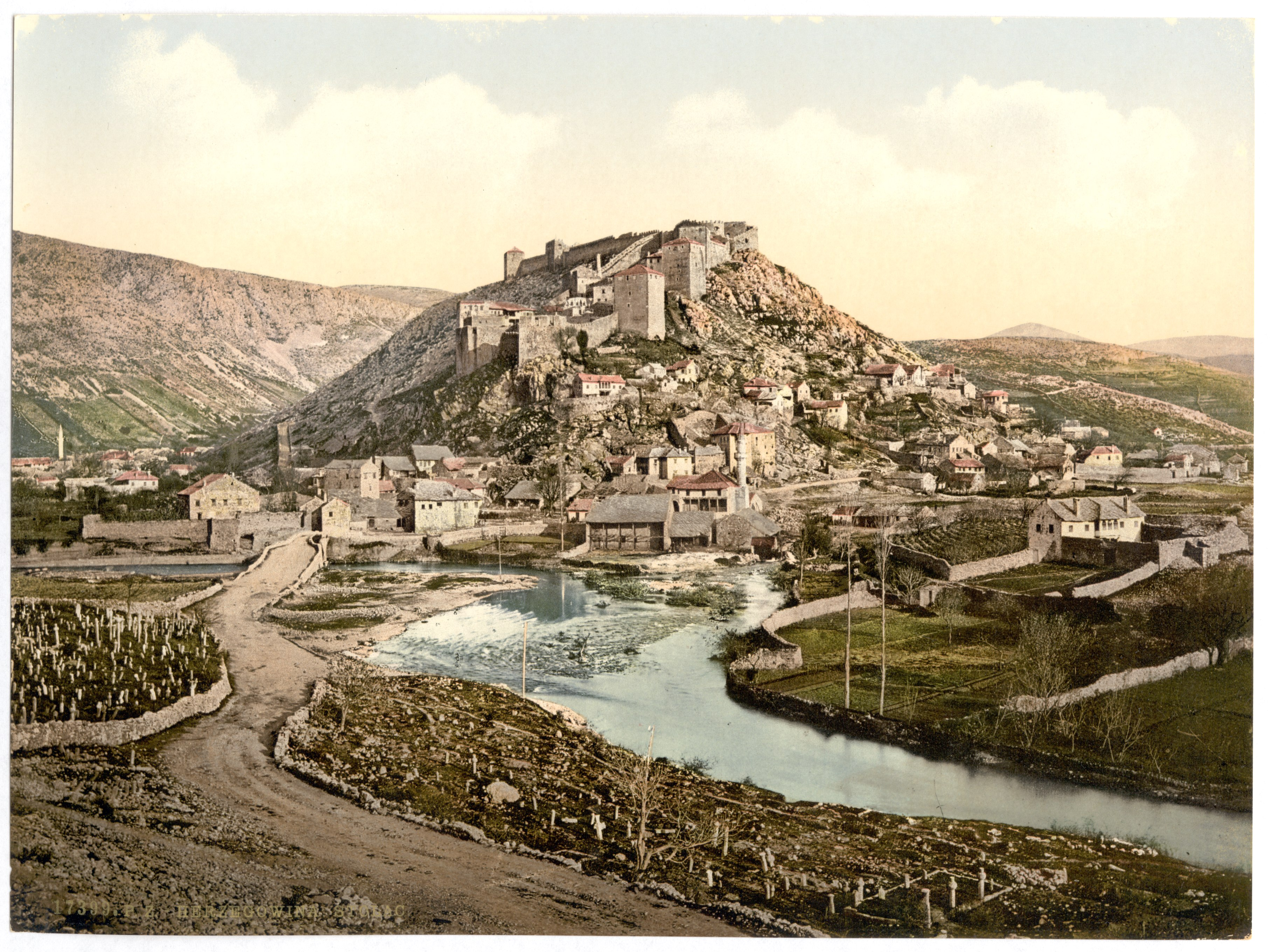
Stolac v roce 1905, tedy v době Mehmedbašićova pobytu

Mehmedbasić se narodil roku 1887 do bosenské rodiny v hercegovinském městě Stolac. Pocházel z rodu zchudlé osmansko-bosenské šlechty. Pracoval jako tesař. Během cesty muslimské mládežnické organizace do Bělehradu se Mehmedbašić spřátelil s Mustafou Golubićem (dalším muslimem, rovněž ze Stolacu), který ovlivnil jeho revoluční cítění.
Během své tesařské práce se Mehmedbasić seznámil s Danilo Ilićem, členem organizace Černá ruka a hlavním organizátorem odboje proti rakousko-uherské nadvládě v Bosně a Hercegovině. Připojil se do revolučního hnutí Mladá Bosna a seznámil se s dalšími revolucionáři, včetně Vladimira Gaćinoviće. Protože měl Mehmedbašić silné srbské nacionalistické cítění a Ilić a Gaćinović v něm viděli silný charakter, dostával často tajné a choulostivé úkoly. V letech 1912 až 1913 Srbsko bojovalo v balkánských válkách. Zakládající člen Černé ruky Vojislav Tankosić vedl Četnický oddíl, do kterého se přihlásilo mnoho revolucionářů (včetně Golubiće).

### Mladá Bosna

#### Atentát na Oskara Potioreka
Na konci roku 1913 doporučil Danilo Ilić konec budování revoluční organizace a přesun k přímé akci proti Rakousku-Uhersku. Ilić se poté setkal s náčelníkem srbské vojenské rozvědky plukovníkem Dragutinem Dimitrijevićem, vůdcem Černé ruky, aby o této záležitosti diskutovali.
Dimitrijevićova pravá ruka, srbský major Vojislav Tankosić, svolal plánovací schůzku v Toulouse. Na Nový rok povolal Golubić Mehmedbašiće (stále se zdržujícího ve Stolaci), aby se neprodleně dostavil do Toulouse. Během schůzky v lednu 1914 bylo vybíráno mezi cíli pro antentát. Objevilo se i jméno následníka rakousko-uherského trůnu, ovšem nakonec byl vybrán místodržitel Bosny Oskar Potiorek. Plán atentátu byl zorganizován Gaćinovićem a Golubićem a Mehmedbašić byl vybrán jako atentátník. Opustil Stolac s 300 Korunami půjčenými na financování plánu. Mehmedbašić (podle sebe) „toužil provést teroristický čin, aby oživil revolučního ducha Bosny.“ Dostal švédský nůž obsahující jed.
Do Dubrovniku dorazil parníkem a následně cestoval vlakem. Na vlakové stanici v Humu prohledávaly stráže vlak a vyděšený Mehmedbašić vyhodil nůž z okna. Zavraždění Potioreka bylo plánováno na konec března 1914 při intronizaci nového muftího Čauševiće v Sarajevu. Po informaci, že do Sarajeva přijede na Vidovdan i arcivévoda František Ferdinand, však Černá ruka změnila plány. Arcivédovodova návštěva na Vidovan, srbský národní svátek, byla brána jako urážka. Ilić stáhnul Mehmedbašiće a 26. března jej informoval o změně plánu. Během domlouvání plánu Mehmedbašič prohlásil, že „polovina Bosny a Hercegoviny se připojí a druhá polovina bude schvalovat vše, co uděláme“.

#### Atentát na Františka Ferdinanda
Dimitrijević, Ciganović a Tankosić najali tři mladíky: Gavrila Principa, Nedeljka Čabrinoviće a Trifka Grabeže na dohled nad atentátem. Princip zůstal v Sarejevu s Danilo Ilićem, který najmul tři další lidi do záložního týmu: Vasa Čubriloviće, Cvjetka Popoviće a Mehmedbašiće. 28. června kolona aut vezla královskou delegaci na radnici na oficiální recepci. Bezpečnost byla mírná; arcivévoda odmítla přílišný počet vojáků mezi ním a lidmi. Skupina šesti atentátníků se umístilo podél cesty. První příležitost se naskytla právě Mehmedbašićovi, který stál u rakousko-uherské banky. Hodit připravenou bombu však nedokázal (a později tvrdil, že poblíž stál policista a stihnul by ho zastavit). Kolona tak projela kolem něj.
Stejně tak druhý, Čubrilović, nedokázal splnit svůj úkol. Další z atentátníků, Čabrinović, hodil na auto bombu, řidič však letící granát viděl a zrychlil. Bomba tak explodovala pod koly dalšího auta. Dva lidé uvnitř, Eric von Merizzi a hrabě Boos-Waldeck, byli vážně zraněni, zhruba desítka přihlížejících byla taktéž zasažena střepinami. Po Čabrinovićově neúspěchu ztratilo zbylých pět atentátníků šanci zaútočit pro velký zástup lidí a zvýšenou rychlost arcivévodova vozidla. Aby se vyhnul zadržení, spolkl Čabrinović kyanidovou pilulku a skočil do blízké řeky. Byl však vytažen a zajat policií. Zdálo se, že se atentát nezdaří.
František Ferdinand se rozhodl, že navštíví oběti atentátu v nemocnici. Aby se vyhnul centru města, rozhodl se generál Potiorek, že auto pojede přímo po nábřeží řeky Miljacky do sarajevské nemocnice. Potiorek však o tom zapomněl informovat řidiče Leopolda Lojku. Po cestě tak Lojka zahnul doprava na třídu Františka Josefa. Kolona se tedy vydala špatnou cestou a ocitla se tak hned u kavárny, kde stál Princip; ten vypálil smrtelné rány na královský pár. Poté spolknul kyanidovou kapsli a pokusil se zastřelit, ovšem byl zastaven a zadržen.

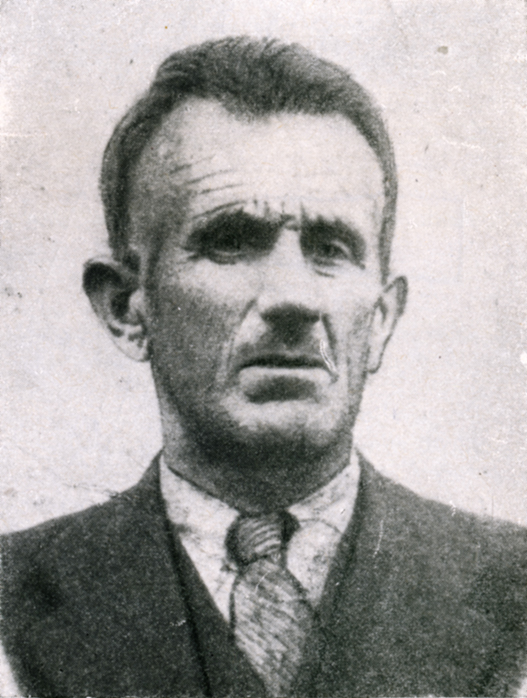
Mehmedbašić v meziválečném období

Čabrinović s Principem během mučení dali vyšetřovatelům jména zbylých spiklenců. Mehmedbašić se pokusil utéct (oblečen v civilním oblečení a s fezem) do Černé Hory, kam dorazil 4. července. Poté, co se rakousko-uherské úřady dozvěděly, že Mehmedbašić se skrývá Nikšići, naléhaly na černohorské úřady, aby jej nechaly zatknout a předali ho jim. Jovan Plamenac, černohorský politik, prohlásil, že černohorská vláda vydala rozkaz k dopadení Mehmedbašiće. Zároveň však informoval rakousko-uherskou diplomacii, že černohorská vláda nemá v úmyslu ho vydat, pokud ho zajmou, a že místo toho by ho měl soudit černohorský soud. 12. července byl Mehmedbašić zatčen. Dva dny před plánovaným vydáním však z věznice uprchl do Srbska. Rakousko-uherské úřady z jeho útěku podezřívaly černohorské tajné dohody a zatkly četníky, kteří Mehmedbašiće hlídali.

### První světová válka
V Srbsku se Mehmedbašić setkal s Mustafou Golubićem, se kterým se připojili do "Četnického oddílu" organizovaného Vojislavem Tankosićem. V něm trénoval bosenské dobrovolníky. Také se při několikrát sešel i s Dimitrijevićem.
Mehmedbašić byl obviněn z podílu na údajném spiknutí na vraždě srbského regenta Alexandra v roce 1916. Regent Alexander a jemu loajální důstojníci nějakou dobu plánovali zbavit se vojenské kliky v čele s Dimitrijevićem, která představovala politickou hrozbu pro Alexandrovu moc. Požadavek rakousko-uherského míru dal tomuto plánu další impuls. 15. března 1917 byli Dimitrijević a jemu loajální důstojníci obviněni z různých falešných obvinění srbským vojenským soudem na frontě v Soluni kontrolované Francouzi (známé jako Soluňský proces). 23. května byl Dimitrijević a osm dalších důstojníků posláno na smrt, dva další (z nichž jeden byl Mehmedbašić) byli odsouzeni k 15 letům odnětí svobody. Tresty byly však nakonec sníženy a zůstaly pouze tři rozsudky smrti. Všichni tři popravení, Dimitrijević, Vulović a Malobabić, přiznali svůj podíl na atentátu v Sarajevu. Později bylo zjištěno, že Mehmedbašić byl obviněn na základě falešných důkazů. Proces byl obnoven v roce 1953 a všichni odsouzení byli rehabilitováni.

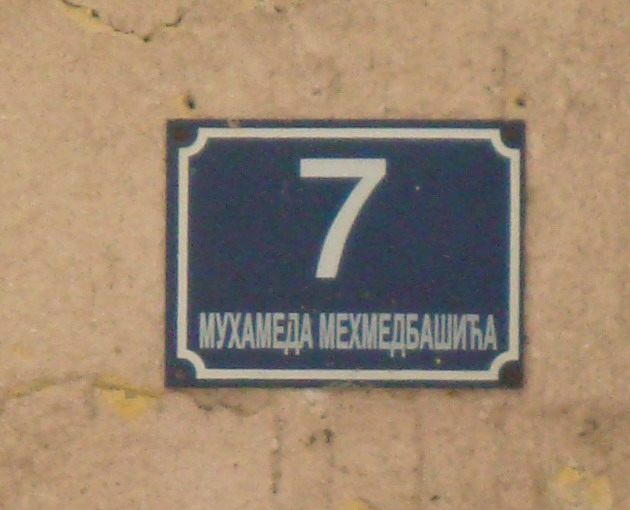
Mehmedbašićova ulice v Banja Luka, druhém největším bosenskosrbském městě

Mehmedbašić přežil válku a příchod srbské armády do Bosny a Hercegoviny označil jako nejkrásnější den ve svém životě. Z vězení byl propuštěn v roce 1919.

### Meziválečné období a smrt
Po první světové válce se Mehmedbašić vrátil do Sarajeva, kde byl roku 1919 omilostněn.
Roku 1941 byl zatčen NDH, neboť byl pro úřady podezřelým jedincem. Byl mučen a zabit Ustašovci 29. května 1943 v Sarajevu. Před svou smrtí vyjádřil přání být pohřben ve Vidovdanské kapli s lidmi z Mladé Bosny, ale srbská pravoslavná církev to neschválila, protože nebyl křesťan, ale muslim. Je tak pohřben v Butmirské oblasti v Sarajevu.